# 新宮中央站

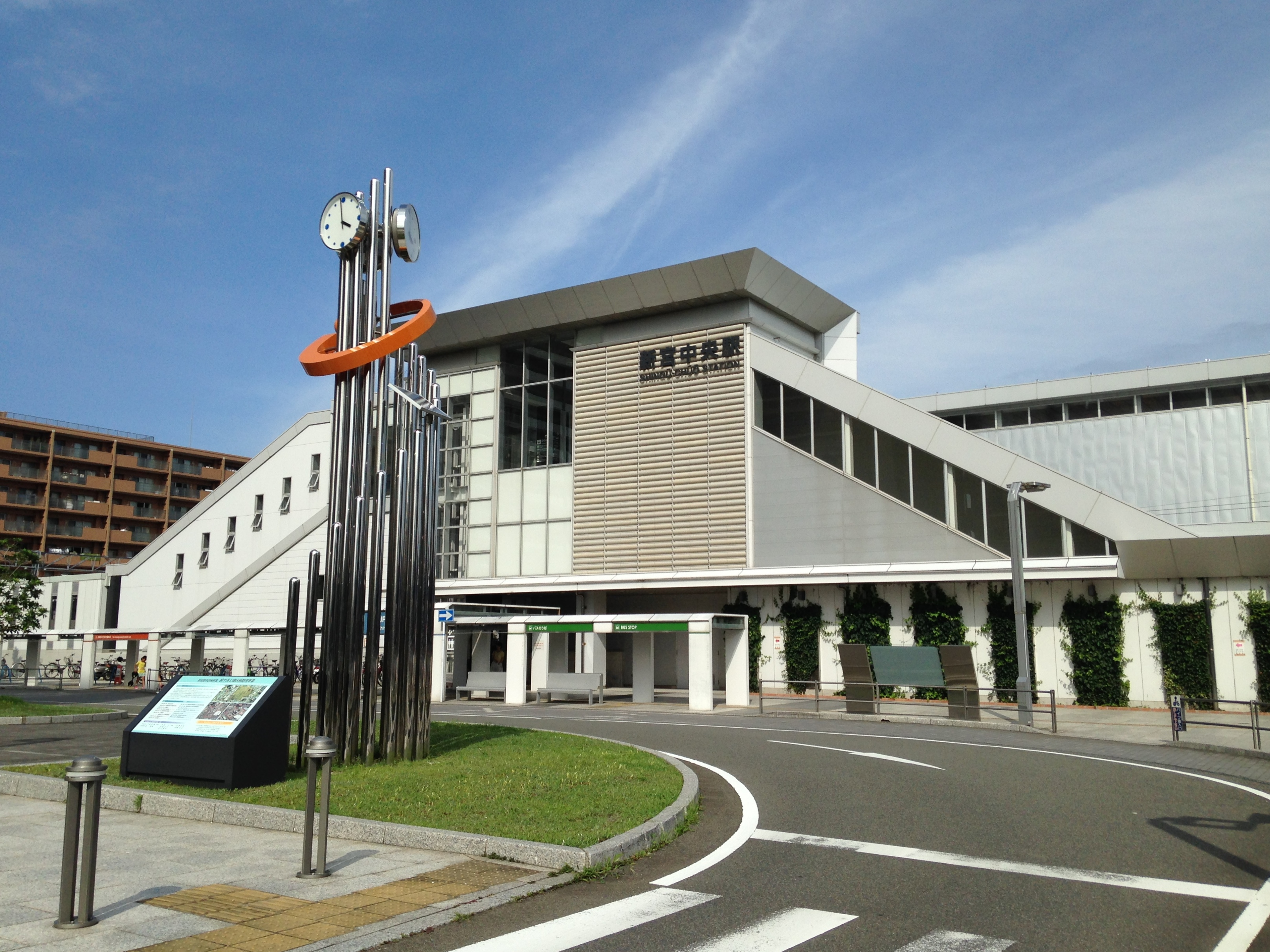
西口（2016年7月）

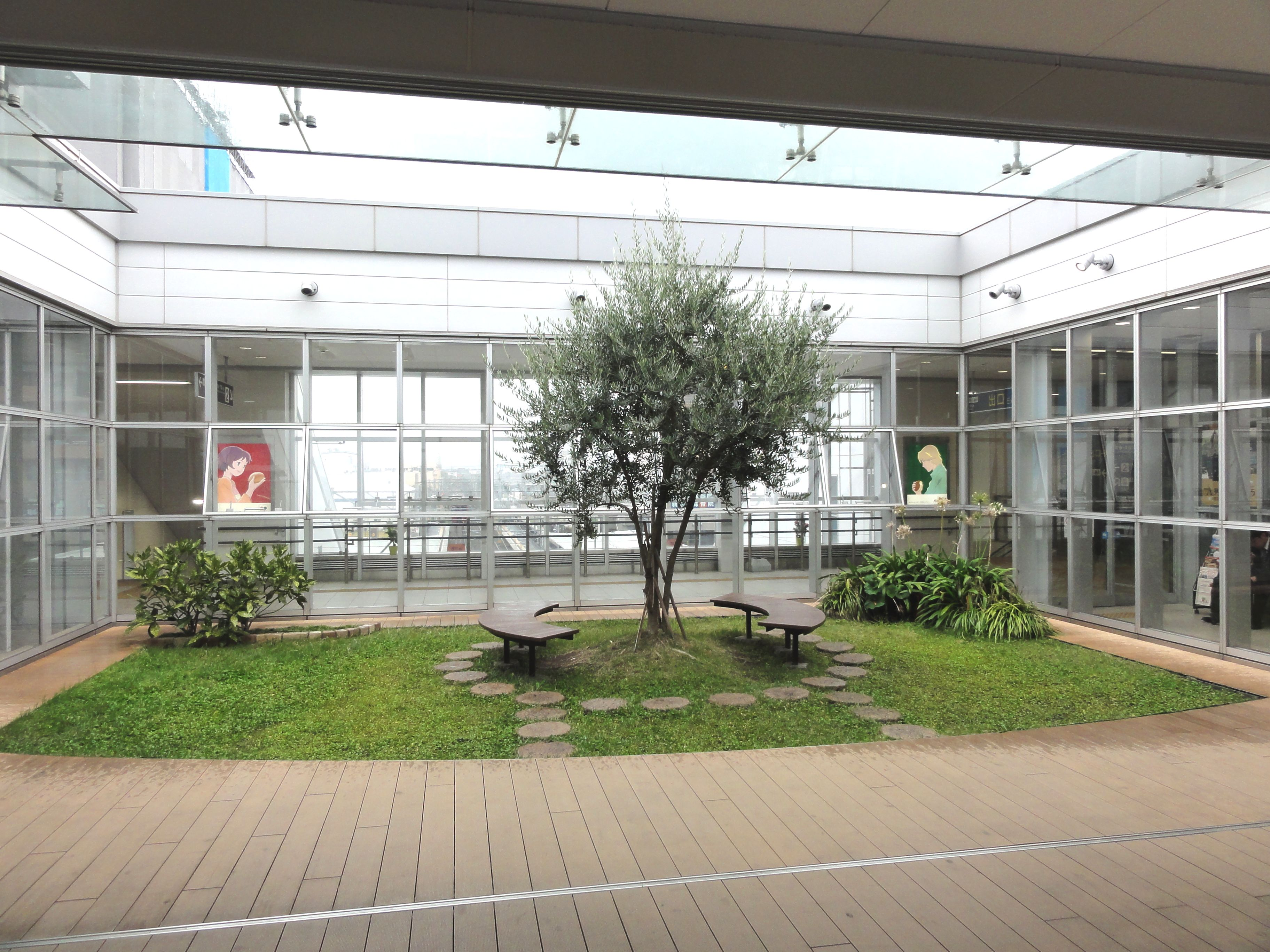
站內廣場（2014年10月）

新宮中央站（日语：／ Shingū-Chūō eki */?）是位於福岡縣糟屋郡新宮町中央站前2丁目，九州旅客鐵道（JR九州）的鹿兒島本線車站。車站編號為JA07。

## 概要
此站是在新宮町首個JR車站，在2010年啟用。現時的福工大前站在2008年3月前名為筑前新宮站。筑前新宮站在啟用前為新宮號誌站，當時新宮號誌站啟用時是位於新宮町內，後來升級至車站後向博多一方遷移300米，位處於現時福岡市東區和白丘的位置，因此不在新宮町內。
站名牌的圖案是新宮町章。在筑前新宮站改名為福工大前站，該站的圖案也是新宮町章。

## 歷史

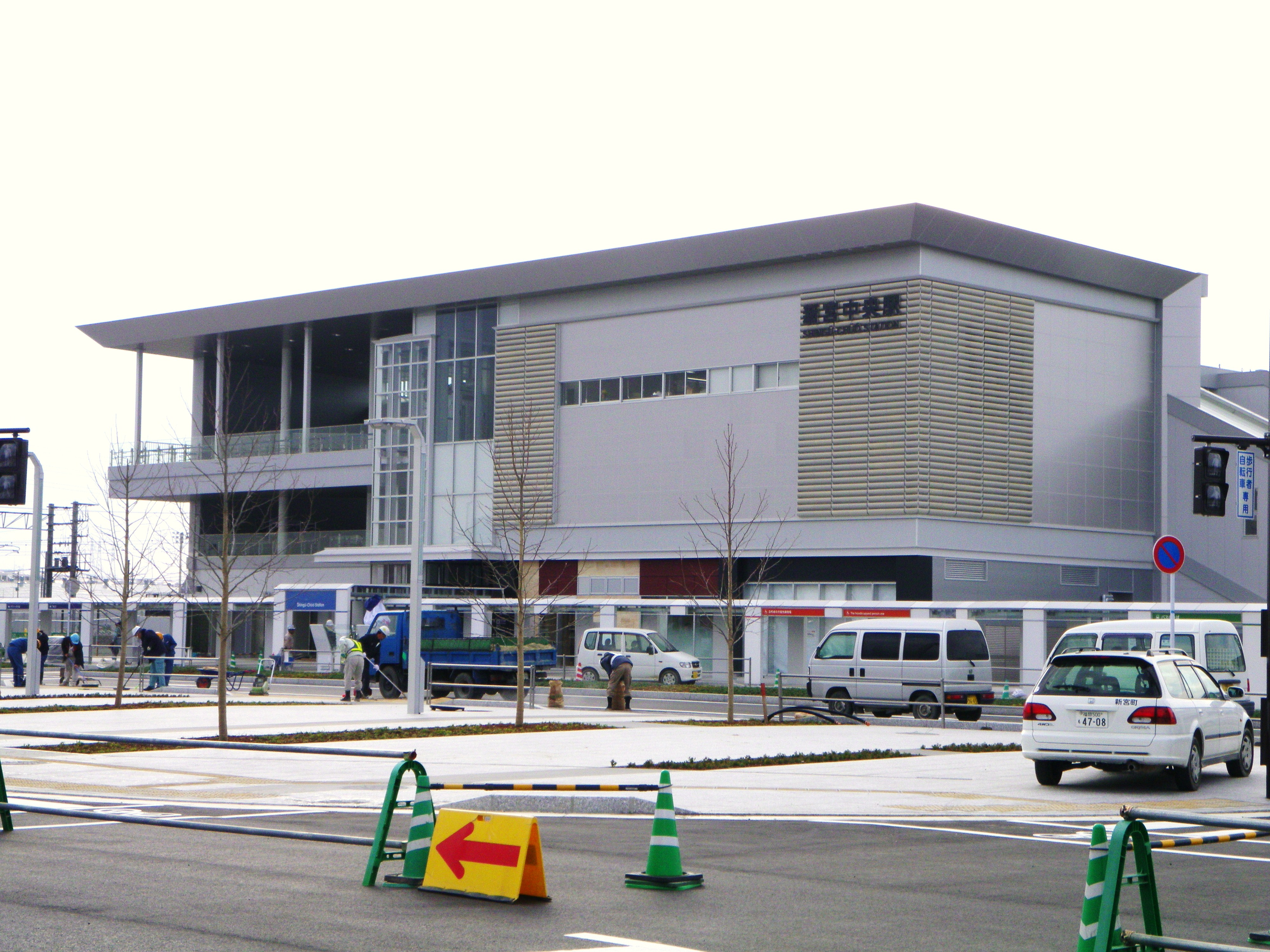
啟用前的東出口（2010年3月11日）

- 2010年（平成22年）3月13日 - 車站啟用。

## 車站構造
車站是一座設有跨站式站房的地面車站，設有2面2線的相對式月台。在東出口和西出口設有站前廣場。此站設有無障礙設備，東出口和西出口設有升降機和電梯（只有向上行），在車站大堂至各月台為間設有升降機。
此站是由JR九州服務支援管理的業務委託車站，設有綠色窗口和自動閘機。車站可以使用「SUGOCA」IC卡。
另外，在前一座和後一座車站中，基本上會從上行線由1、2……編排月台編號（同時基本上上行線側設有車站事務室），此站與鹿部站均在下行線側設有事務室，因此下行線側為1號月台。

### 月台
| 月台 | 路線       | 上下行 | 方向             |
| ---- | ---------- | ------ | ---------------- |
| 1    | 鹿兒島本線 | 下行   | 博多、久留米方向 |
| 2    | 鹿兒島本線 | 上行   | 折尾、小倉方向   |

## 使用狀況
在2012年度1日平均上下車人次為6,131人。自從車站啟用以來，車站周邊一直增設住宅地區和商業設施。另外，在2018年（平成30年）度1日平均乘車人次（不包括下車人次）為4,946人。
| 使用人次變遷 | 使用人次變遷       | 使用人次變遷     |
| 年度         | 1日平均 上下車人次 | 1日平均 乘車人次 |
| ------------ | ------------------ | ---------------- |
| 2010年       | 1,400              |                  |
| 2011年       |                    |                  |
| 2012年       | 6,131              |                  |
| 2013年       |                    |                  |
| 2014年       |                    |                  |
| 2015年       |                    |                  |
| 2016年       |                    | 4,878            |
| 2017年       |                    | 4,946            |
| 2018年       |                    | 4,946            |

## 車站周邊
車站位於新宮町西北方。往南方為福岡市東區。

### 東出口一方
- 沖田中央公園
- 加野醫院
- Life Garden新宮中央
  - 相機之北村 Life Garden新宮中央店
  - 北九州銀行（日语：北九州銀行）新宮分店
  - BON REPAS（日语：ボンラパス）新宮店
  - Sundrug藥妝店福岡新宮店
  - Seria（日语：セリア (100円ショップ)）新宮店
- IKEA福岡新宮店
- Cainz（日语：カインズ）福岡新宮店
- ABC-Mart（日语：ABCマート）福岡新宮店
- UNIQLO福岡新宮店
- Himalaya Sports（日语：ヒマラヤ (企業)）福岡新宮店
- 星巴克福岡新宮店
- 藥品COSMOS（日语：コスモス薬品）新宮店
- 壽司郎新宮上府店
- 山田電機Teccland新宮店
- HARD OFF（日语：ハードオフコーポレーション）新宮店
- AOKI（日语：AOKIホールディングス）福岡新宮店
- 新宮町觀光訊問處
- 中村家具新宮店
- Sopia新宮（日语：そぴあしんぐう）（社區中心）
- 新宮町立新宮東小學
- Shihore新宮（保健館、圖書館、歷史資料館）
- 千年家（橫大路家住宅（日语：横大路家住宅））　-　步行約15分鐘

### 西出口側
- Francois（日语：フランソア）福岡總部工場
- ROCK PAINT（日语：ロックペイント）福岡營業所
- IZUMI#業務（日语：イズミ#業態）新宮店
- MaxValu（日语：マックスバリュ）新宮杜之宮店
- 新宮町立新宮中學
- 福岡縣立福岡特別支援學校（日语：福岡県立福岡特別支援学校）（前福岡縣立福岡養護學校）
- 福岡県縣立新宮高等學校（日语：福岡県立新宮高等学校）
- 新宮町公所（日语：新宮町）
- 西鐵新宮站 - 西北偏西約1.2公里

基本上東出口較多商業設施，西出口主要為住宅區、工場和辦公室。東、西出口也設有大規模公寓。

## 巴士路線
東出口設有新宮町社區巴士和西鐵巴士（急行，經國道3號前往天神方向）巴士路線。（西鐵巴士路線資料截至2019年3月16日）

## 相鄰車站
九州旅客鐵道
鹿兒島本線
■快速、■區間快速
通過
■區間快速（部分列車）、■普通
鹿部（JA08）－新宮中央（JA07）－福工大前（JA06）

## 注腳
1. 1 2  都市再生整備計画（第2回変更）新宮町地区 平成26年11月PDF
2. 1 2   (PDF). 九州旅客鐵道.   [2019-08-05]. （原始内容存档 (PDF)于2020-03-15）.
3. ↑  生活環境が充実し快適に暮らせるまちPDF
4. ↑   (PDF). 九州旅客鐵道.   [2019-03-10]. （原始内容 (PDF)存档于2018-07-17）.

## 外部連結
- 新宮中央（車站資訊） - 九州旅客鐵道